# Männiku (Märjamaa)
Männiku (Duits: Tannenhof) is een plaats in de Estlandse gemeente Märjamaa, provincie Raplamaa. De plaats heeft de status van dorp (Estisch: küla).

## Bevolking
Het dorp had 13 inwoners op 31 december 2011 en 18 inwoners op 31 december 2021.

## Geschiedenis
Männiku werd voor het eerst genoemd in 1808 onder de naam Mennicke. Het dorp was afgesplitst van Kaenda (Estisch: Käända), een dorp dat nu niet meer bestaat; het is in 1977 opgegaan in Soosalu. In 1811 werd Mennicke het centrum van een landgoed Mennick of Tannenhof, dat in 1865 werd omgezet in een ‘Landstelle’, een kleiner landgoed, waarvan de eigenaar geen zitting had in de Landdag. In 1885 kwam het in handen van de boer Jakob Peets; in 1910 van een Russische plattelandsbank, die het opdeelde in kleine boerderijen.
Het buurdorp Päädeva werd in 1977 bij Männiku gevoegd.